# Pontus Åberg
Keith Pontus Åberg (ur. 23 września 1993 w Sztokholmie, Szwecja) – szwedzki hokeista, gracz ligi NHL, reprezentant Szwecji.

## Kariera klubowa
- Djurgårdens IF (2008 - 20.03.2013)
- Färjestad BK (20.03.2013 - 7.05.2014)
- Nashville Predators (7.05.2014 - 25.02.2018)
  -  Milwaukee Admirals (2014 - 2017)
- Edmonton Oilers (25.02.2018 - 1.10.2018)
- Anaheim Ducks (1.10.2018 - 16.01.2019)
  -  San Diego Gulls (2018 - 2019)
- Minnesota Wild (16.01.2019 - 24.07.2019)
- Toronto Maple Leafs (24.07.2019 - 
  -  Toronto Marlies (29.09.2019 -

## Sukcesy
Klubowe
- Clarence S. Campbell Bowl z zespołem Nashville Predators w sezonie 2016-2017